# Св. св. Петър и Павел (Гевгели)
Вижте пояснителната страница за други значения на Свети апостоли Петър и Павел.
„Св. св. Петър и Павел“ (на македонска литературна норма: „Св. св. Петар и Павле“) е католическа църква в град Гевгели, Северна Македония. Църквата е енорийски храм на източнокатолическата Струмишко-Скопска епархия. Разположена е на улица „Ристо Фаршинин“ в централната част на града.
Католичката енория в Гевгели е основана заедно със „Св. св. Кирил и Методий“ в Богданци между 1868 и 1870 година. Тя също е формирана от французите лазаристи от Солун. Първата църква е от дърво. Църквата е изгорена и богослуженията се вършат в параклиса на сестрите евхаристинки, който също е посветен на апостолите Петър и Павел. Евхаристинките действат в Гевгели от 1902 година.